# Complexité
La complexité caractérise le comportement d'un système dont les composants interagissent 
localement et de façon non linéaire, ce qui se traduit par un comportement difficilement prédictible, « sans coordination centrale, sans plan établi par un architecte, et menant spontanément à l'émergence de structures complexes » (Alain Barrat). Le système peut être composé d'un grand nombre d'éléments, mais le chaos déterministe montre qu'un tout petit petit nombre peut suffire.
Le mot complexe vient du latin complexus, qui signifie embrasser, comprendre ou ce qui est tissé ensemble. La complexité est un concept valise que l'on retrouve dans de multiples contextes : 
- Complexité de Kolmogorov (informatique),
- Complexité computationnelle (informatique),
- Pensée complexe d'Edgar Morin (philosophie),
- Ingénierie des systèmes,
- Complexité intégrative (psychologie),
- Théorie de la complexité (médecine),
- Systèmes complexes (multidisciplinaires).

C'est une notion utilisée dans de nombreux domaines : philosophie, épistémologie (notamment par Anthony Wilden ou Edgar Morin), physique, biologie (par exemple par Henri Atlan), théorie de l'évolution (par exemple Pierre Teilhard de Chardin), écologie,, sociologie, ingénierie, informatique ou sciences de l’information. Selon le domaine, la notion de complexité peut être très variable.
Plus généralement, la complexité est une notion centrale, bien que très difficile à définir, de la systémique qui étudie les systèmes, leur dynamique et leurs propriétés en général (voir science du complexe).

## Simplicité, complication et complexité
Dans le langage courant, la notion de complexité s'oppose souvent à celle de simplicité, et est souvent confondue avec la notion de complication.

### Exemples de structures simples
- Les gaz « constitués de nombreux atomes interagissant faiblement et dont il émerge une structure homogène pouvant être décrite par une relation simple. »[2]

### Exemples de structures compliquées

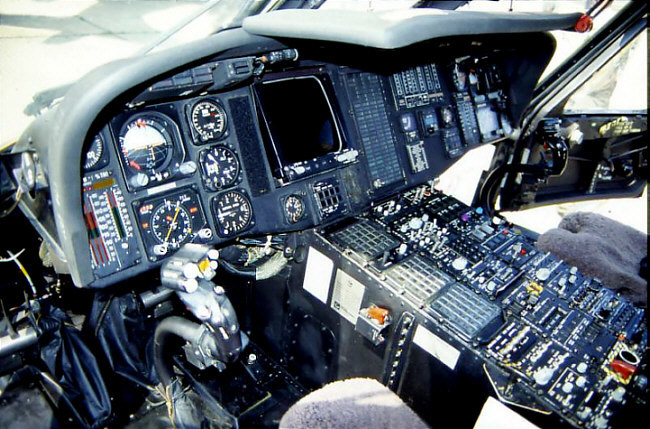
Le cockpit d'un avion.

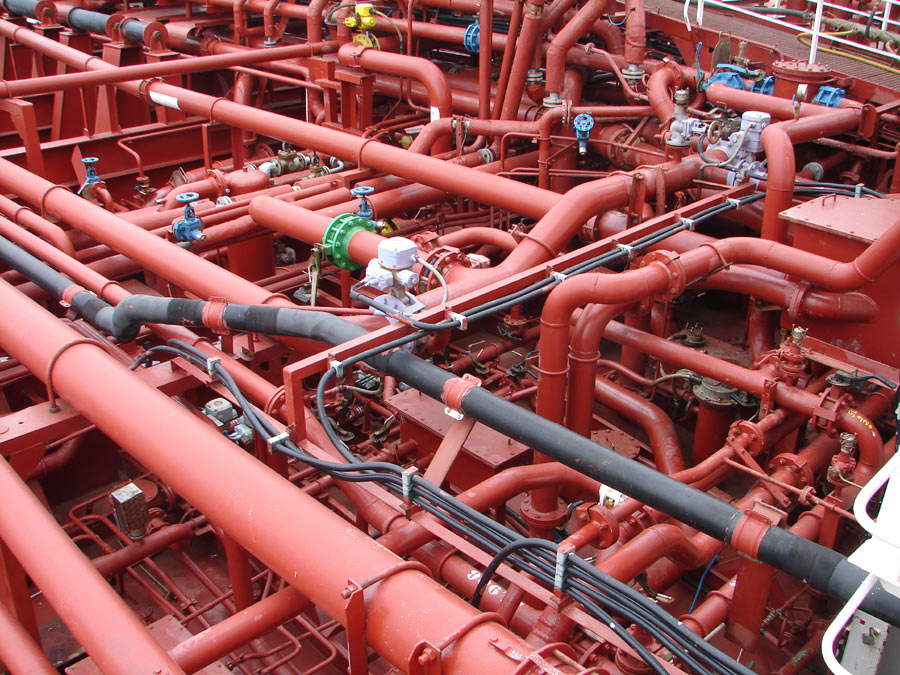
Illustration métaphorique de la complication. Les objets (tuyaux) intègrent de nombreux facteurs (taille, diamètre, situation, interconnexion, robinets...), ce qui rend la compréhension compliquée mais non pas complexe.

- Un cockpit d'avion est un exemple de structure compliquée et non complexe car même s'il est composé de « nombreuses parties en interaction, [ces parties] sont agencées selon un plan préconçu » (Alain Barrat)[2], plan qu'il est possible de prédire en partant des propriétés des parties.
- Un système de canalisation, pour les mêmes raisons que le cockpit d'avion.

### Exemples de structures complexes
« Les systèmes complexes se manifestent par des interactions « spontanées » entre fourmis qui font émerger l'architecture complexe de la fourmilière, entre cellules biologiques qui s'auto-organisent pour former le squelette cellulaire ou entre les supporters d'un stade qui créent une ola. Toutes ces caractéristiques sont difficiles à prédire en partant des propriétés des parties. » (Pablo Jensen, physicien à l'ENS de Lyon)
- Un plat de spaghettis est une structure complexe car lorsque nous versons nos spaghettis dans notre assiette, nous ne les agençons pas selon un plan préconçu et pourtant ils forment bien une structure complexe dont les « caractéristiques sont difficiles à prédire en partant des propriétés des parties » (Pablo Jensen)[2].
- Une Ola qui émerge spontanément dans un stade lors d'un match.

## Passage d'un système simple à un système complexe
Il arrive qu'un système simple devienne un système complexe et vice versa.
Exemple d'un système simple qui devient complexe : les changements de phase de l'eau. « Quand un nuage de vapeur se transforme en glaçon, le simple devient complexe. » 
Il arrive aussi qu'un système complexe redevienne simple comme en témoigne l'évolution de certaines plantes (nénuphars, lentilles d'eau, etc.) qui ont oscillé entre milieu terrestre et milieu aquatique (sortie de l'eau puis retour au milieu aquatique) au cours de leur évolution. En effet, « lorsque de nouvelles contraintes environnementales s'exercent sur une espèce, la sélection naturelle peut simplifier ou faire disparaître les structures complexes [évolution simplificatrice] qui avaient été sélectionnées chez les ancêtres. » Ce phénomène peut se traduire par des réductions foliaires ou florales notamment.
Le phénomène d'évolution simplificatrice rencontré par certaines espèces semble infirmer le concept du schéma de la pyramide de la complexité, qui de par sa forme pyramidale (de la base vers le sommet), peut laisser penser que notre monde tendrait vers toujours plus de complexité. Il semblerait au contraire que « l'évolution [des espèces] n'a ni but, ni sens prédéterminé. »

## La redondance

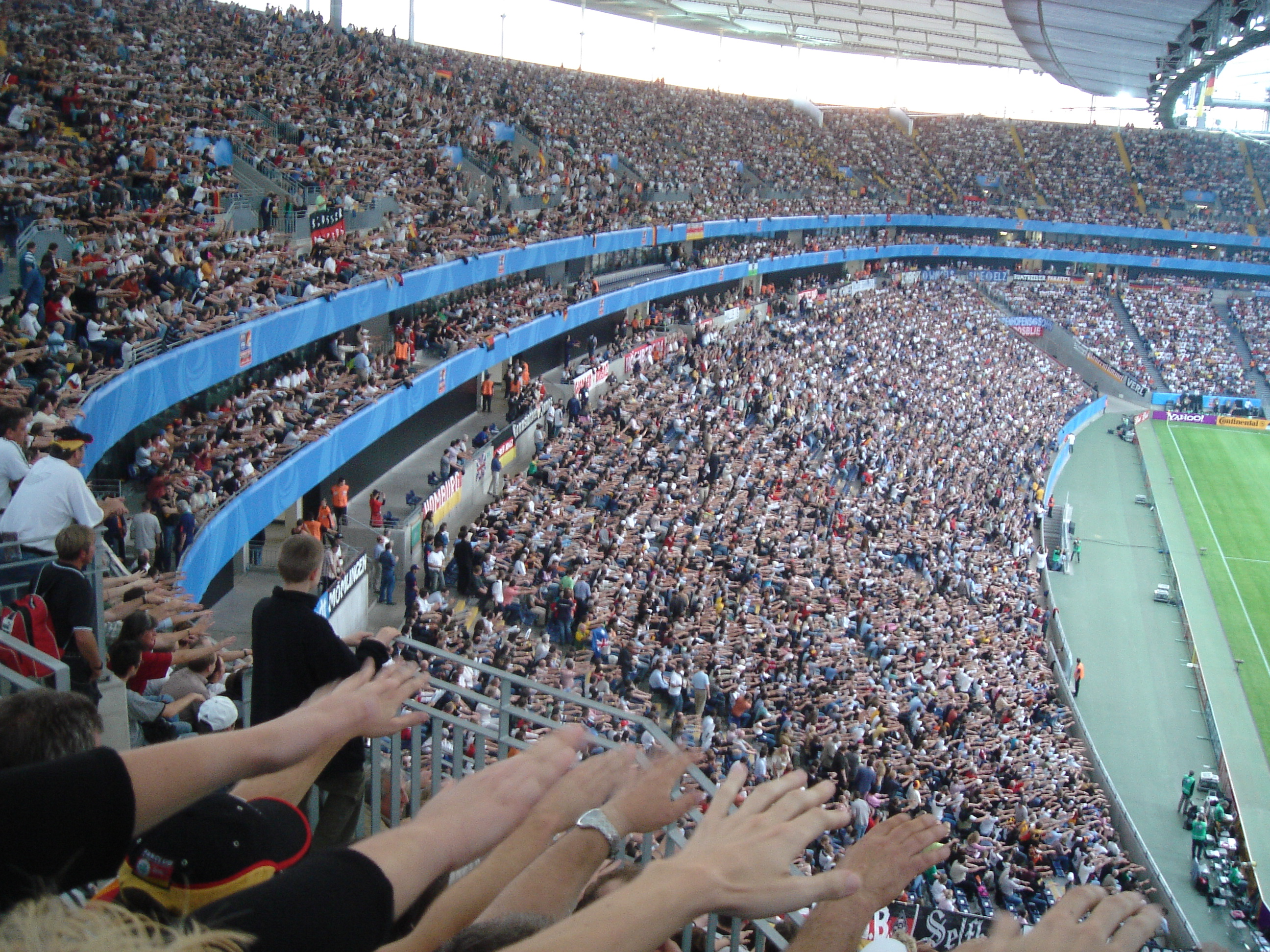
A l'image d'une foule de spectateurs, un système complexe est composé de nombreux éléments qui interagissent sans coordination centrale.

La redondance n'est pas la répétition à l'identique, mais le déploiement d'une multitude de versions différentes d'un même schéma ou motif (en anglais pattern).
Alors, il est possible de modéliser la complexité en termes de redondance fonctionnelle, comme le restaurant chinois où plusieurs fonctions sont effectuées en un même endroit d'une structure.
Pour la complication, le modèle serait la redondance structurelle d'une usine où une même fonction est exécutée en plusieurs endroits différents d'une structure.
1 - La redondance structurelle désigne des structures différentes pour exécuter une même fonction, comme le double circuit de freinage d'une voiture automobile ou plusieurs ateliers différents ou usines différentes pour fabriquer une même pièce ou un même engin. La redondance structurelle caractérise la « complication ». La redondance structurelle s'illustre avec le double circuit de freinage pour plus de sécurité dans des véhicules automobiles modernes et avec les multiples circuits de commande électrique, hydraulique et pneumatique des engins de guerre pour les ramener au bercail avec leur équipage après des dégâts du combat.
2 - La redondance fonctionnelle est celle de la multiplicité de fonctions différentes exécutées en un point d'une structure, comme un atelier d'artisan qui exécute différentes opérations sur différents matériaux. La redondance fonctionnelle caractérise la « complexité » et condition de l'auto-organisation chez Henri Atlan. C'est la « variété » chez le neuropsychiatre Ross W. Ashby passé à la cybernétique.
La complication est de l’ordre de la redondance structurelle d’une configuration avec (cum) beaucoup de plis (latin : plico, are, atum : plier). La complication, multiplication, duplication et réplication sont de la même série des plis et plissements. C'est la multiplicité des circuits de commande pour effectuer une même fonction.
La complexité est une configuration avec (cum) un nœud (plexus) d’entrelacements d’enchevêtrements. Alors, la complexité est de l’ordre de la redondance fonctionnelle, comme un restaurant qui présente un menu de 40 plats différents. Une machine à bois combinée d'artisan qui scie, rabote, perce, et tutti quanti est représentative de cette complexité, comme une perceuse électrique d'amateur avec une multiplicité d'accessoires pour différentes fonctions.

## La complexité du point de vue de la théorie de l’information
Une notion de complexité est définie en Théorie algorithmique de l'information.

### Complexité algorithmique
La théorie de la complexité des algorithmes étudie formellement la difficulté intrinsèque des problèmes algorithmiques.
Elle définit des classes de complexité (ex. : P, NP) pour classer les problèmes algorithmiques.

### Complexité de Kolmogorov
La théorie de la complexité de Kolmogorov définit la complexité d’un objet fini par la taille du plus petit programme informatique (au sens théorique) qui permet de produire cet objet. Ainsi, un texte compressible a une faible complexité et contient peu d’informations. C’est d’ailleurs pourquoi les utilitaires de compression généralistes ne peuvent pas comprimer des fichiers totalement aléatoires (opération « par nature » impossible), mais uniquement des fichiers dont on sait à l’avance qu’ils comportent une certaine redondance qui se traduit par des corrélations.

### Autres complexités
- Système complexe.

## La complexité du point de vue des sciences physiques
Les sciences physiques ont été longtemps dominées par le paradigme de simplicité, formalisé par la philosophie réductionniste de René Descartes. À partir du XXe siècle, la science de la complexité s'est progressivement structurée, souvent à partir des travaux de physiciens et de physiciens mathématiciens ; les concepts et les outils qui lui sont associés ont essaimé dans les sciences physiques.
Le concept d'émergence : propriété collective d'un système qu'il est difficile ou impossible de relier aux propriétés de ses composants :
- Au XIXe siècle, la physique statistique, sous l'impulsion de L. Boltzmann et de J.C. Maxwell, a relié les propriétés collectives des gaz, comme la pression ou la température, aux propriétés moyennes des molécules qui les composent. On parlera ici d'émergence faible, car si le lien causal est peu perceptible pour un observateur, les propriétés se déduisent sans ambiguïté des propriétés des composants.
- Dans le même domaine, L. Boltzmann a fondé les bases microscopiques de l'entropie thermodynamique, introduite par Clausius pour caractériser les limites théoriques au rendement des machines à vapeur. Il s'agit d'une émergence forte, car la croissance de l'entropie a pour signature la flèche du temps ; le temps s'écoule de manière irréversible à notre échelle, alors que le temps est parfaitement réversible à l'échelle des molécules.
- Les transitions de phases, comme la vaporisation d'un liquide ou la formation de la glace, désignent la transformation physique d'un système d'un état (par ex. liquide) en un autre (par ex. gaz), induite par la variation d'un paramètre externe (la température) ; ces comportements observables à notre échelle sont difficilement reliables à l'évolution des composants microscopiques.

Le chaos déterministe, pressenti par Henri Poincaré et formalisé 50 ans plus tard (le terme aurait été fixé par J.A.Yorke (en)), caractérise une extrême sensibilité aux conditions initiales de certains systèmes dynamiques, qui rend leur comportement pratiquement imprédictible. Beaucoup de solutions d'équations clefs de la physique ont des solutions chaotiques, par exemple :
- Les équations de Newton : comme l'a démontré Poincaré, les solutions pour la dynamique de N corps en interaction gravitationnelle présentent des ilots de solutions périodiques au milieu de solutions chaotiques imprédictibles. L'astrophysicien J. Laskar a ainsi démontré le caractère chaotique – à l'échelle de millions d'années – des trajectoires des planètes internes du système solaire[9].
- Les équations de la météorologie ont des solutions chaotiques, qui rend la prévision du temps très aléatoire au-delà de quelques jours. Historiquement, c'est la première mise en évidence numérique du chaos déterministe, faite par le météorologue E.Lorenz en 1963.
- Les turbulences dans les écoulements de fluides sont modélisées par l'apparition de solutions chaotiques dans les équations de Navier Stokes.

L'auto-organisation et la morphogenèse : le second principe de la thermodynamique implique la croissance de l'entropie des systèmes en interaction et donc la croissance globale du désordre. Les scientifiques se posent toujours la question de l'origine dans ce contexte des structures ordonnées (comme les systèmes biologiques) qui correspondent à des baisses locales d'entropie. Le problème reste ouvert, malgré les progrès comme la notion de structure dissipative, développée par le chimiste Ilya Prigogine.
La physique s'est longtemps attachée à l'étude des systèmes bien définis et bien catégorisés, par exemple : les propriétés spécifiques des solides/liquides/gaz, les cristaux, les milieux homogènes, etc. Alors que dans la nature, beaucoup de systèmes sont difficilement rangeables dans ces catégories. Le prix Nobel français Pierre-Gilles de Gennes a été un des premiers à « s'attaquer à des problèmes de transition ordre-désordre dans des matériaux aussi complexes que les polymères, les gels, les cristaux liquides et plus récemment la matière granulaire ». Désormais, la physique de la matière molle ou celle du tas de sable ont acquis leur noblesse dans la hiérarchie des problèmes de la physique.
En raison de leur caractère générique, les concepts liés à la complexité ont rarement un pouvoir heuristique, mais jouent un rôle déterminant dans la compréhension globale des systèmes physiques.

## La complexité en biologie
« La plus lourde tare imposée par la culture occidentale à l'évolutionnisme est la doctrine du progrès. »

— Stephen Jay Gould.

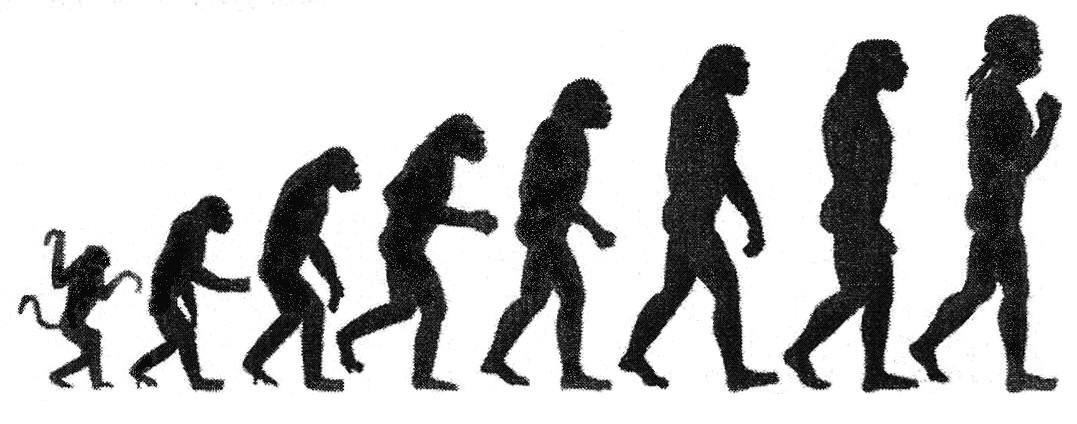
La Marche du Progrès, scénario d'inspiration lamarckienne, illustre le redressement graduel du corps correspondant à une complexification de la tâche locomotrice et une bipédie de plus en plus humaine. Ce scénario obsolète est désormais infirmé par de nombreuses données archéologiques, la bipédie pouvant être considérée comme une exaptation contenue dans le répertoire locomoteur des grands singes arboricoles.

La conception occidentale de la complexité qui émerge par étape chez les systèmes vivants et mène au progrès est une illusion liée en grande partie à une vision très anthropocentrée du monde vivant, qui s’accompagne de biais épistémiques tels que le macrobiocentrisme (ignorance du monde microbien au profit des macro-organismes) et l’essentialisme (modèle des plans d'organisation idéaux). Cette conception, imprégnée de la chaîne des êtres d'Aristote, est transposée dans un contexte évolutionniste au XIXe siècle, et est aujourd'hui encore prégnante.
Selon cette conception occidentale, deux grands principes semblent intervenir de manière répétitive : la « juxtaposition » d’entités identiques, puis leur « intégration » dans des entités plus complexes, dont elles constituent alors des parties (concept épistémologique de Georges Chapouthier).
La systématique phylogénétique a réfuté cette conception occidentale en remettant sur le devant de la scène l'idée d'une évolution en mosaïque : un organisme n'est pas le reflet d'un plan idéel, mais une mosaïque unique de caractères qui est le fruit de la contingence de son histoire évolutive. La complexité et le progrès sont des notions subjectives qui n'ont rien à voir avec l'évolution biologique : « l'histoire de la vie raconte un chemin discontinu, mêlant innovations et pertes – un chemin erratique et souvent réversible ».

### Une étude formelle de la complexité biologique
Toutefois, dans son livre "The Logic of Chance", Eugene Koonin (en) consacre un chapitre entier à l'origine de la complexité biologique. Il considère que « l'augmentation de la complexité est […] une tendance évolutive majeure » et que « l'émergence et l'évolution de la complexité aux niveaux du génotype et du phénotype […] (représentent) un problème central, si ce n'est le problème central en biologie » (italique dans le texte original). Plus précisément, il se demande pourquoi l'évolution n'en est pas restée au niveau des procaryotes autotrophes les plus simples, et a en fait mené à l'émergence de procaryotes complexes et, surtout, et de façon beaucoup plus frappante, des eucaryotes, avec leur génome gigantesque et régulé de façon très élaborée, de nombreux types cellulaires ; et « même capables de développer des théories mathématiques de l'évolution ».
Dans la vision standard de l'évolution, une telle complexité serait apparue uniquement par le jeu de processus stochastiques, mais Koonin considère que cette affirmation, si elle est "raisonnable", n'en demeure pas moins "trop générale" pour être satisfaisante.
Koonin développe alors une théorie de l'évolution génomique non adaptative, dans laquelle l'évolution du génome n'est pas une adaptation, mais s'expliquerait grâce à une augmentation de l'entropie à la suite d'une sélection purifiante faible (weak purifying selection) et à une dérive génétique forte, en relation avec "des goulots d'étranglement de population" (population bottlenecks). Cette augmentation de l'entropie serait une "maladaptation" initialement impossible à surmonter – si ce n'est par l'adaptation fonctionnelle ultérieure de séquences à l'origine neutres, permettant aux organismes vivants de survivre à l'expansion de leur propre génome, d'où une diminution de l'entropie, variable selon les lignées.

### Résilience des réseaux de flux complexes
"Les réseaux de flux pondérés sont des structures qui apparaissent naturellement lors de l'analyse de systèmes complexes."
Cyril Dion, en se basant sur les travaux d'Alexander C. Zorach et Robert E. Unlanowicz explique que la résilience des "réseaux de flux complexes (comme le sont nos systèmes économiques, sociaux et politiques) repose essentiellement sur deux facteurs : l'interconnectivité et la diversité."

#### Interconnectivité
"Capacité d'un milieu, d'un animal à se nourrir d'interactions très variées et très nombreuses". Exemple le rat d'égout, "capable de trouver un abri et de la nourriture presque n'importe où." Si son environnement change, ses chances de s'adapter sont plus grandes. Le panda géant constitue un contre-exemple car il se nourrit quasi exclusivement de bambou, si son environnement change, ses chances de s'adapter sont plus minces.

#### Diversité
Une illustration donnée par l'exemple nous est proposée par Cyril Dion dans son ouvrage Petit Manuel de Résistance Contemporaine : "Imaginez une forêt de pins, une monoculture, destinée à produire en masse et le plus rapidement possible du bois. Le jour où un incendie se déclence, ou une maladie attaque les arbres, la propagation est fulgurante et c'est l'ensemble de la forêt qui risque de partir en fumée ou d'être contaminée. A contrario, si votre forêt regorge d'essences différentes : des chênes, des hêtres, des charmes [...], certaines résisteront mieux au feu, d'autres à certains types d'infections, et la forêt en tant qu'ensemble sera plus à même de survivre aux chocs."

Pour Robert Ulanowicz, "la survie d'un système complexe dépend du juste équilibre entre son efficience (sa capacité à traiter du volume, rapidement) et sa résilience."

## Le nombre et l’indépendance des parties
Un système complexe est composé d’un grand nombre de parties. Avec ce seul critère, tous les systèmes matériels seraient complexes sauf les particules, les atomes, les petits ions et les petites molécules. Mais un système peut avoir un grand nombre de parties sans avoir un mouvement très compliqué, si toutes les parties bougent de la même façon par exemple. Le critère de l’indépendance des parties est destiné à exclure ces cas. Mais il est difficile à définir précisément.
Tant qu’on considère un solide comme un corps parfaitement rigide, ses parties ne sont pas indépendantes les unes des autres. Quelques nombres, quelques variables d’état suffisent pour caractériser complètement l’état de mouvement du solide : position du centre d'inertie, vitesse de translation, vitesse de rotation. Le mouvement de chacune des parties est complètement déterminé par ces nombres. En revanche, si on étudie les vibrations du solide, les mouvements peuvent être beaucoup plus compliqués, parce que chaque partie peut avoir un mouvement différent des autres. Il en va de même pour un fluide. Pour décrire ces mouvements il faut beaucoup plus de variables d’état, un nombre infini en théorie. Dire ici que les parties sont indépendantes, ce n’est pas dire qu’elles n’interagissent pas avec les autres mais seulement que la connaissance de l’état d’une partie ne fournit pas ou peu d’informations sur l’état des autres parties.
Il y a une part de subjectivité et d'ambiguïté dans l’appréciation de l’indépendance des parties : un système mal connu peut sembler tout aussi bien complexe, car inexplicable, que très simple, en se contentant d'explications superficielles.

## Complexité des organisations sociales
Une entreprise ou une administration par exemple sont des systèmes sociaux complexes dans la mesure où elles regroupent des valeurs différentes, des systèmes de pensées, des objectifs, des référentiels... différents dans lesquels les relations interpersonnelles, les techniques, les pratiques managériales sont imbriquées au profit d'un objectif métier, à vocation économique ou non. Dans toute organisation humaine, l'ordre est nécessaire, sous toute forme possible, pour faire cohabiter des systèmes de pensée individuels dans une organisation cohérente, et ce dans le temps. Sans ordre (objectifs collectifs ou individuels, notations, ressources humaines, ambiance, hiérarchie, intrapreneuriat, etc.) le système social ne tiendrait pas (entropie sociale) et passerait du simple au compliqué, puis au complexe et parfois au chaotique, irréversible.
Le paragraphe précédent doit être nuancé car les organisations humaines sont pour la plupart organisées selon un système compliqué basé sur une hiérarchie pyramidale où les décisions les plus importantes pour l'organisation sont prises par la direction (Paradigme Orange) ou par consensus (Paradigme Vert). Dans son livre Reinventing Organizations, Frédéric Laloux évoque les organisations humaines basées sur un Paradigme Opale qui constituent des systèmes d'organisation véritablement complexes (sans hiérarchie pyramidale) où le processus de décision souvent à l'œuvre est dit : par sollicitation d'avis (et donc sans décision unilatérale ou consensus).
En ce sens, les organisations qui fonctionnent selon un paradigme opale se rapprochent de l'organisation d'une fourmilière et de l'explication que nous donne le myrmécologue Luc Passera : « il convient d'attirer l'attention sur le rôle de la reine dans la société de fourmis. On a longtemps pensé qu'elle était le donneur d'ordres dans la fourmilière, exactement comme le fait un monarque dans les monarchies absolues. Il n'en est rien. Il n'y a pas de chef chez les fourmis. Les constructions les plus élaborées, les comportements de chasse les plus complexes naissent des interactions entre les individus. C'est la richesse de la communication, avec en particulier l'usage des phéromones, qui est la clé de leurs performances. Les fourmis sont un excellent exemple d'intelligence collective : elles trouvent ensemble des solutions insolubles pour un être seul. »

## Quelques balises pour étudier la complexité
Les systèmes simples sont des objets d’étude privilégiés. Ce sont des systèmes que l’on peut caractériser lors d’une expérience et les résultats sont reproductibles. Cet intérêt de la simplicité explique en partie pourquoi on trouve dans tous les livres et les laboratoires de physique les mêmes géométries simples (cercle, sphère, cylindre...).
On peut dire qu’en première approximation « les systèmes complexes sont tous les systèmes : la complexité est la règle, la simplicité l’exception. »
- La connaissance précise de l’état présent d’un système complexe pose un problème : identification/détermination des paramètres.
- À partir du milieu du XXe siècle, l'étude des systèmes complexes s'est structurée en un domaine scientifique : la Science du complexe (ou science de la complexité) qui se caractérise par des outils et des concepts communs comme : émergence de propriétés collectives, auto-organisation, chaos déterministe. L’Institut de Santa Fe – créé par plusieurs physiciens dont Murray Gell-Mann, et dont le nom officiel est Institute for complexity – fait de l’étude de ce type de questions son activité majeure.

Appréhender la complexité concerne plusieurs domaines de connaissances, et rendre compte de la complexité du monde semble un objectif valide pour les chercheurs. Edgar Morin, sociologue et philosophe, propose dans « Introduction à la complexité » une approche de la complexité. On peut noter la capacité qu'a la complexité de remettre tout en question. Elle est l'entremêlement de plusieurs paramètres qui s'influencent les uns les autres. Or on a souvent isolé des définitions sans les mettre en relation les unes les autres, ce qui a ralenti le processus de compréhension de la complexité des systèmes étudiés.
La théorie générale des systèmes est parfois appelée systémique.

### Complexité du Réel, Complexité du Virtuel
Dans le monde réel, une partie de la complexité provient de l'irrationalité des acteurs (et de leurs décisions) ainsi que de la multitude d'impacts dès que l'on considère un système ouvert. Dans le monde virtuel, des difficultés spécifiques apparaissent : l'identification des entités virtuelles, leurs définitions, leurs rôles, les règles que les humains leur appliquent, les processus d'authentification... Des critères de régulation s'appliquent sur les univers cibles et sur les manipulateurs/concepteurs.